# Министерство сельского развития и земельной реформы ЮАР
Министерство сельского развития и земельной реформы ЮАР несет ответственность за топографические карты, кадастровые съемки, регистрацию актов и земельную реформу. Министерство входит в компетенцию министра сельского развития и земельной реформы.
26 июня 2019 года министерство упразднено. Создано Министерство сельского хозяйства, земельной реформы и развития сельских районов ЮАР, которое возглавляет Токо Дидиза. В новое министерство вошло Министерство сельского, рыбного хозяйств и рыболовства ЮАР.
Значительные компоненты министерства включают в себя Реестр актов в офисе Главного топографа Генерального Главного управления: Национального агентства гео-пространственной информации (национального картографического агентства в Южной Африке), а также Комиссию по земельным претензиям.